# 얼짱TV
얼짱TV는 코미디TV에서 방영된 오락 프로그램이다. 25부작으로 편성되어 있으며 시즌 2까지 방영되었다.

## 코너
- 아름송이, 문야엘, 윤아라, 고두림, 한진호 - 흔녀, 훈녀 되다.
- 홍영기 - 홍영기 PD의 사생 후기
- 강혁민 - 강구는 작업 중
- 박형석, 박지호, 치훈, 송찬호  - 꽃미남 사관 학교
- 박태준, 한진호, 정다은 - 얼짱 KING
- 박형석 - 우리 썸 타요.

## 같이 보기
- 얼짱시대